# セントラル短資
セントラル短資株式会社（セントラルたんし）は、日本の短資会社である。

## 概要
2001年（平成13年）4月に、山根短資株式会社、日本短資株式会社、名古屋短資株式会社の3社が合併し発足した。
お金が余っているところから、不足しているところへ、お金を運用したい人から、調達したい人へ、こうしたお金の流れを支えているのが銀行、証券会社、保険会社、事業法人などであり、それら金融機関、事業法人等が日々の資金繰りを調整する場が、インターバンク、オープン、レポ、証券などの金融市場である。
セントラル短資はこうした金融市場において金融機関や事業法人の間に立ち、時には直接の相手方となることで、その仲介業務を行なっている。

## 拠点
- 本店：東京都中央区日本橋本石町3-3-14
- 大阪支店：大阪市中央区伏見町3-2-6

## グループ会社
- 日短キャピタルグループ株式会社：持ち株会社
  - 日短エフエックス株式会社
  - 日短マネーマーケッツ株式会社
  - イーレックス株式会社
- セントラル短資FX株式会社
- セントラル東短証券株式会社

## 沿革
- 1909年（明治42年）7月 - 「山根ビルブローカー」として創業
- 1942年（昭和17年）7月 - 山根短資株式会社に社名変更
- 1956年（昭和31年）6月 - 日本割引短資株式会社創業
- 1963年（昭和38年）1月 - 名古屋短資株式会社創業
- 1988年（昭和63年）6月 - 日本割引短資から日本短資株式会社に社名変更
- 2001年（平成13年）4月 - 名古屋短資、日本短資、山根短資の3社が合併し、セントラル短資株式会社が発足

## 主な取引先
- 日本銀行
- 都市銀行、信託銀行、地方銀行、在日外国銀行、信用金庫等
- 証券会社、証券金融会社、投資信託委託会社等
- 生命保険会社、損害保険会社
- 組合金融機関
- 政府系金融機関
- 事業法人